# ادی راوز
ادی راوز (انگلیسی: Eddie Rouse؛ ۲ ژوئیه ۱۹۵۴ – ۷ دسامبر ۲۰۱۴) بازیگر اهل ایالات متحده آمریکا بود.
از فیلم‌ها یا برنامه‌های تلویزیونی که وی در آن نقش داشته است، می‌توان به فلین بودن و وست‌ورلد اشاره کرد.